# دبیرخانه بخش تومپانه
دبیرخانه بخش تومپانه (انگلیسی: Thumpane Divisional Secretariat) یک منطقه مسکونی در کشور سری‌لانکا است.